# Richard de Bourg (comte d'Ulster)
Ne doit pas être confondu avec son grand-père, Richard de Bourg (seigneur de Connaught).
Pour les autres membres de la famille, voir famille de Bourg.
Richard de Bourg, surnommé le Jeune ou le Comte Rouge, aussi dit Richard Óg de Burgh en anglais (né en 1259 et mort le 29 juillet 1326), seigneur de Connaught et comte d'Ulster de 1271 à 1326, fut l’un des plus puissants nobles anglo-normands d’Irlande de la fin du XIIIe et du début du XIVe siècle.

## Origine familiale
Richard de Bourg était le fils de Gautier de Bourg, seigneur de Connaught plus tard crée comte d'Ulster. Son surnom irlandais, Richard Óg, qui signifie Richard « le Jeune », lui a été sans doute été attribué pour le différencier de son grand-père et homonyme Richard le Grand.

## Comte d’Ulster
Richard est du fait de sa longue activité de près de 50 ans le plus puissant comte d'Ulster de la famille de Bourg après qu’il en recueille le droit et la souveraineté de son père à sa majorité en 1280. Il est l’ami du roi Édouard Ier d'Angleterre, et occupe le premier rang parmi les comtes d’Irlande. Il poursuit la politique d’expansion territoriale des barons anglo-normands à l’encontre des seigneurs gaëliques.
En décembre 1294, John Fitzthomas FitzGerald, seigneur d'Offaly et futur comte de Kildare, capture et emprisonne pour trois mois le Comte Rouge et son cousin Guillaume le Gris dans son château de Lea, près de Portarlington. Ils sont relâchés en mars 1295 par ordre du roi Édouard Ier d'Angleterre et John Fitzthomas est obligé en 1299 d'abandonner ses possessions au Connacht en échange de domaines en Leinster et au Munster.
Bien qu’une de ses filles, Élisabeth, ait épousé en 1302 Robert Bruce, Richard envoie des forces combattre en Écosse, dont son gendre se proclame roi en 1306 sous le nom de Robert Ier d'Écosse, afin de soutenir le roi Édouard Ier d'Angleterre.
Lorsqu'Édouard Bruce débarque en Ulster en 1315 avec son armée, Richard est sévèrement battu le 10 septembre 1315 à la bataille de Connor, dans le comté d'Antrim, avec son cousin et allié Guillaume le Gris qui gouvernait les domaines familiaux du Connacht. L’année suivante il perd Carrickfergus, la principale place forte d’Ulster.
L'invasion d'Édouard Bruce en Irlande et la révolte du jeune roi de Connacht Felim mac Aeda Ua Conchobair (1310-1316) le privent de pratiquement toute autorité sur son patrimoine irlandais. Mais les défaites et les morts de ses deux ennemis, d’abord Felim mac Aeda Ua Conchobair tué le 10 août 1316 à la seconde bataille d’Athenry puis celle d'Édouard Bruce lors de la bataille de Faughart, près de Dundalk le 14 octobre 1318, lui permettent de recouvrer ses domaines.
Richard le Jeune meurt le 29 juillet 1326  au prieuré d’Athassel près de Cashel (comté de Tipperary). Son fils et héritier Jean l'ayant précédé dans la mort en 1313, il aura comme successeur son petit-fils Guillaume, surnommé le Comte Brun.

## Famille et descendance
Richard le Jeune épouse une lointaine parente Marguerite de Bourg (morte en 1300), fille de sir Jean de Bourg et d’Havoise de Lanvallay. Le couple génèrera une large descendance :
- Aveline (née vers 1280), épouse sir John Mac Feorais de Bermingham, comte de Louth, mort en 1329 ;
- Éléonore (1282 – † après août 1324) ;
- Élisabeth (vers 1284 – †  26 octobre 1327), épouse en 1302 le futur Robert Ier d'Écosse ;
- Gautier (vers 1285 – † 1300)[5] ;
- Jean (vers 1286 – † 18 juin 1313) qui épouse de Élisabeth de Clare, fille de Gilbert de Clare 7e comte de Gloucester. Ils seront les parents de Guillaume le Comte Brun ;
- Maud (vers 1288 – † 1320), mariée à Gilbert de Clare, comte d'Hertford ;
- Thomas (vers 1288 – † 1316) ;
- Catherine (vers 1296 – † 1er novembre 1331), mariée avec Maurice Fitzgerald, comte de Desmond ;
- Edmond (vers 1298 – † exécuté en 1338), ancêtre des ClanWilliam de Munster ;
- Jeanne (vers 1300 – † 23 avril 1359), mariée avec Thomas FitzGerald, comte de Kildare, puis avec sir John Darcy, baron Darcy de Knaith.

## Sources
- (en) Cet article est partiellement ou en totalité issu de l’article de Wikipédia en anglais intitulé « Richard Óg de Burgh, 2nd Earl of Ulster » (voir la liste des auteurs), édition du 24 décembre 2008.